# Goetz Otto Stoffregen
Goetz Otto Karl August Stoffregen (* 11. Februar 1896 in Wunstorf; † 11. November 1953 in Gronau) war ein deutscher Schriftsteller, Journalist und Rundfunkintendant. Stoffregen veröffentlichte auch unter den Pseudonymen Friedrich Felgen, Orpheus der Zwote und Peter Silje.

## Leben
Stoffregen besuchte das Humanistische Gymnasium in Hildesheim und studierte nach dem Abitur Philosophie, Geschichte und Kunstgeschichte an den Universitäten in Berlin und Königsberg. Im August 1914 meldete er sich als Kriegsfreiwilliger und wurde später Offizier. Er war mehrfach an der Ost- und an der Westfront eingesetzt.
Nach dem Ende des Ersten Weltkrieges war Stoffregen 1918–19 Mitglied im Freikorps Lüttwitz. Er nahm am Grenzschutz Ost und im Selbstschutz Oberschlesien an den Kämpfen in Oberschlesien teil. 1923 war er Mitglied der Schwarzen Reichswehr und wurde anschließend Privatsekretär des völkischen Reichstagsabgeordneten Reinhold Wulle.
1924 begann Stoffregen eine Laufbahn als Journalist. Er wurde Redakteur der Ostpreußischen Zeitung und 1929 Pressechef der Nationalen Nothilfe. Am 12. August 1930 gründete Stoffregen zusammen mit anderen Journalisten aus dem Umfeld des Hugenberg-Konzerns den Reichsverband Deutscher Rundfunkteilnehmer und wurde zu dessen stellvertretendem Vorsitzenden gewählt. Im Oktober 1930 übernahm er auch die Chefredaktion der Verbandszeitschrift Der Deutsche Sender. Bereits im Dezember 1931 setzten jedoch die Nationalsozialisten im Verband den bisherigen Vorstand ab und übernahmen selbst die Führung. Am 1. Januar 1932 trat Stoffregen der NSDAP bei (Mitgliedsnummer 867.511). Ende 1932 wurde er Kulturchef der Berliner und Norddeutschen Ausgabe des Völkischen Beobachters. Er war zudem Mitarbeiter der NS-Blätter Der Angriff und Die Brennessel.
Zum 1. April 1933 wurde Stoffregen Intendant des Deutschlandsenders. Seit 1. Juli 1933 war er SA-Mitglied und später auch Mitglied des Kulturkreises der SA. Im Zuge der Gleichschaltung des Schutzverbandes deutscher Schriftsteller übernahm er am 4. Mai 1933 den Vorsitz der Schriftstellervereinigung, die er am 9. Juni 1933 in den Reichsverband Deutscher Schriftsteller überführte und zu dessen Reichsführer gewählt wurde. Zudem wurde Stoffregen 1933 Landesleiter der Reichsschrifttumskammer von Berlin, bis er 1937 durch Martin Wülfing abgelöst wurde. Als der Reichsverband Deutscher Schriftsteller in die Reichsschrifttumskammer eingegliedert wurde, wurde Stoffregen Mitglied des RSK-Präsidialrates.
Von 1935 bis zur Auflösung 1939 war Stoffregen Mitglied des Präsidialrats der Reichsrundfunkkammer. Joseph Goebbels ernannt ihn im November 1935 zum Mitglied des Reichskultursenats. 1937 übernahm Stoffregen auch die Intendanz des Reichssenders Berlin. Er war verantwortlich für das Wunschkonzert für die Wehrmacht.

## Veröffentlichungen
- Vaterland. Ein Zeitroman. Bensheim, Trutzeiche-Verlag 1921.
- Erlebnis und Bekenntnis. Gedichte. Wir Verlag, Berlin 1922.
- Schach dem König. Miniaturen aus dem Siebenjährigen Kriege und fridericianische Novellen. Jungdeutscher Verlag, Berlin 1926.
- als Friedrich Felgen u. a.: Oberleutnant Schulz, ein Opfer der Femelüge. 2. Auflage. d. Buches "Die Femelüge". J. F. Lehmanns Verlag, München 1929.
- als Friedrich Felgen: Was das Volk nicht weiß. J. F. Lehmanns Verlag, München 1930.
- als Friedrich Felgen (Hrsg.): Femgericht. 3., stark geänderte Auflage. d. Buches "Die Femelüge". J. F. Lehmanns Verlag, München 1930.
- als Orpheus der Zwote: Das sind Sachen! Freche Verse. Brunnen-Verlag Willi Bischoff, Berlin 1932.
- Du mich auch, politisch-satirische Gedichte, 1932.
- als Orpheus der Zwote: Das sind Sachen! Neue freche Verse. Brunnen-Verlag Willi Bischoff, Berlin 1933.
- Spuk in Frankreich. Steegemann, Berlin 1934.
- Soldaten – Kameraden, Drehbuch zum gleichnamigen Film, zus. mit Hans H. Fischer und Toni Huppertz, 1935.
- Spuk in Frankreich. Fünf Erzählungen aus dem Weltkrieg. Propyläen, Berlin 1936.
- Der wandernde Musikant. Fridericus-Novellen. Nach einer alten Chronik neu erzählt. Franz Eher Nachf., München 1938 (11 Auflagen bis 1943)
- Die Brandstätte. Novelle. Franz Eher Nachf., München 1938.
- D III 88, Texte zum Film, 1939, z. B. den Liedtext Flieger sind Sieger.
- Das Gewehr über!, Texte zum Film zus. m. Reinhold Fischer, 1939.

### Als Herausgeber
- als Friedrich Felgen u. a.: Die Femelüge. J. F. Lehmanns Verlag, München 1928.
- Femgericht, politische Aufsätze, 1930; 3. Auflage, ursprünglich veröffentlicht als Die Femelüge.
- Aufstand. Querschnitt durch den revolutionären Nationalismus, Brunnen-Verlag Willi Bischoff, Berlin 1931, politische Aufsätze und Gedichte; enthält von Stoffregen selbst den Aufsatz Die Justiz, von Ernst Jünger Kriegerische Mathematik, von Curt Hotzel den Nietzsche-Essay Seher des Reichs sowie Beiträge von Hans Henning von Grote und anderen.
- Der Hakenkreuzbote. Kalender. Velhagen und Klasing, Bielefeld/Leipzig 1934 und 1935.
- Deutsches Soldatenliederbuch. Mittler, Berlin 1941. Neuaufl. 1943.